# آزادراه‌های استرالیا
کشور استرالیا دارای شبکه وسیعی از بزرگراه‌ها و آزادراه‌هاست که برقراری ارتباط زمینی را در این کشور وسیع فراهم می‌کنند. ایالت ویکتوریا بزرگترین و متراکم‌ترین شبکه آزادراه‌ها را در استرالیا دارد و قلمرو شمالی فاقد آزادراه است.

## ناحیه پایتختی استرالیا

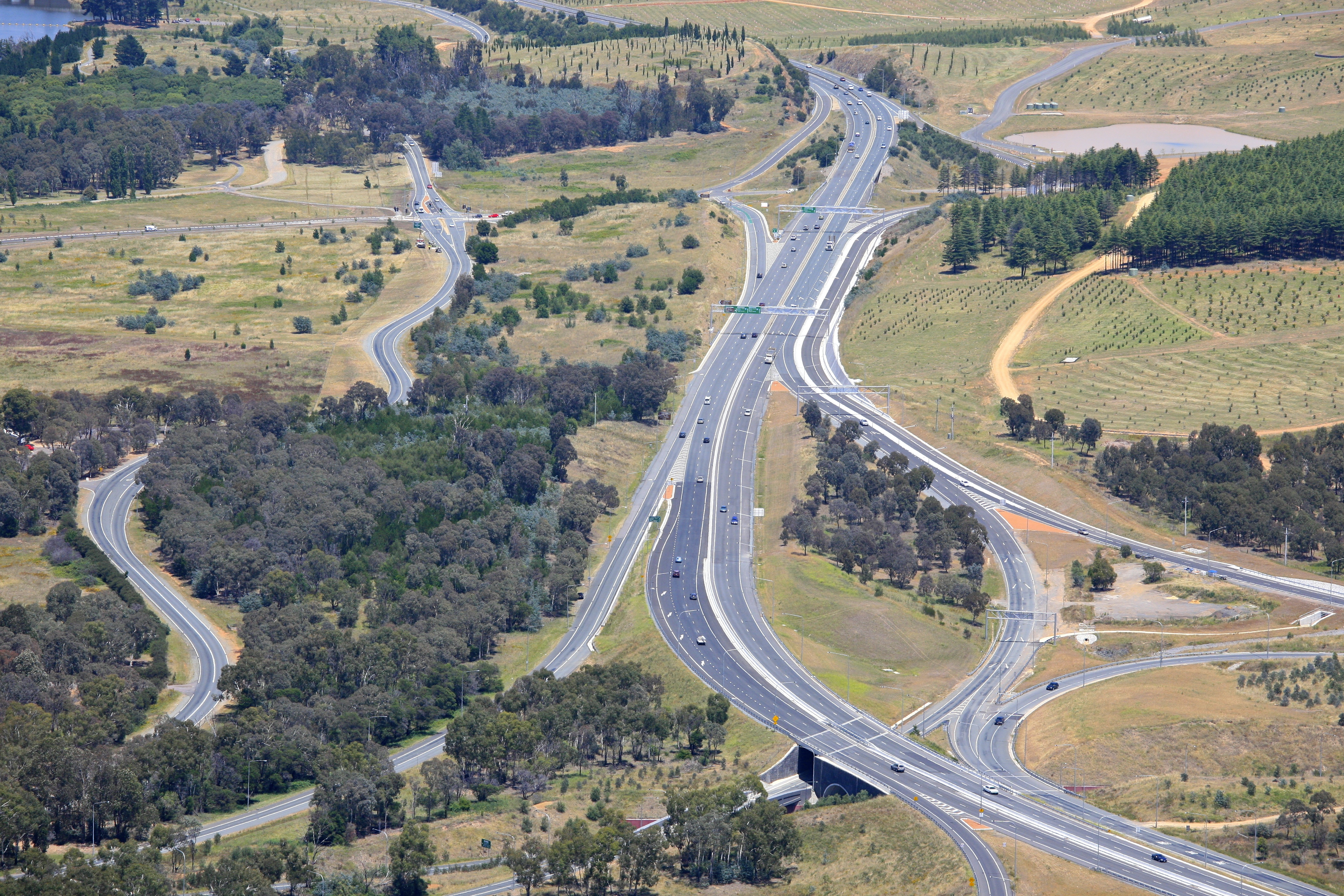
آزادراه‌های منتهی به کانبرا

### کانبرا
- آدلاید خیابان
- سرمایه دایره
- Gungahlin درایو فرمت
- Majura پارک وی
- پرکس راه
- Tuggeranong پارک وی
- Yarra گلن

## نیو ساوت ولز
نیو ساوت ولز بعد از ویکتوریا دومین ایالت با تعداد و تراکم زیاد آزادراه‌هاست که بیشتر آنه در سیدنی یا مناطق شهری مجاور آن قرار گرفته‌اند.

### سیدنی منطقه (شهری بزرگراه)
- گور تپه آزادراه
- Warringah آزادراه
- تونل بندرگاه سیدنی
- کاهیل در بزرگراه
- شرق توزیع کننده
- صلیب جنوبی درایو
- جنرال هولمز و تونل فرودگاه

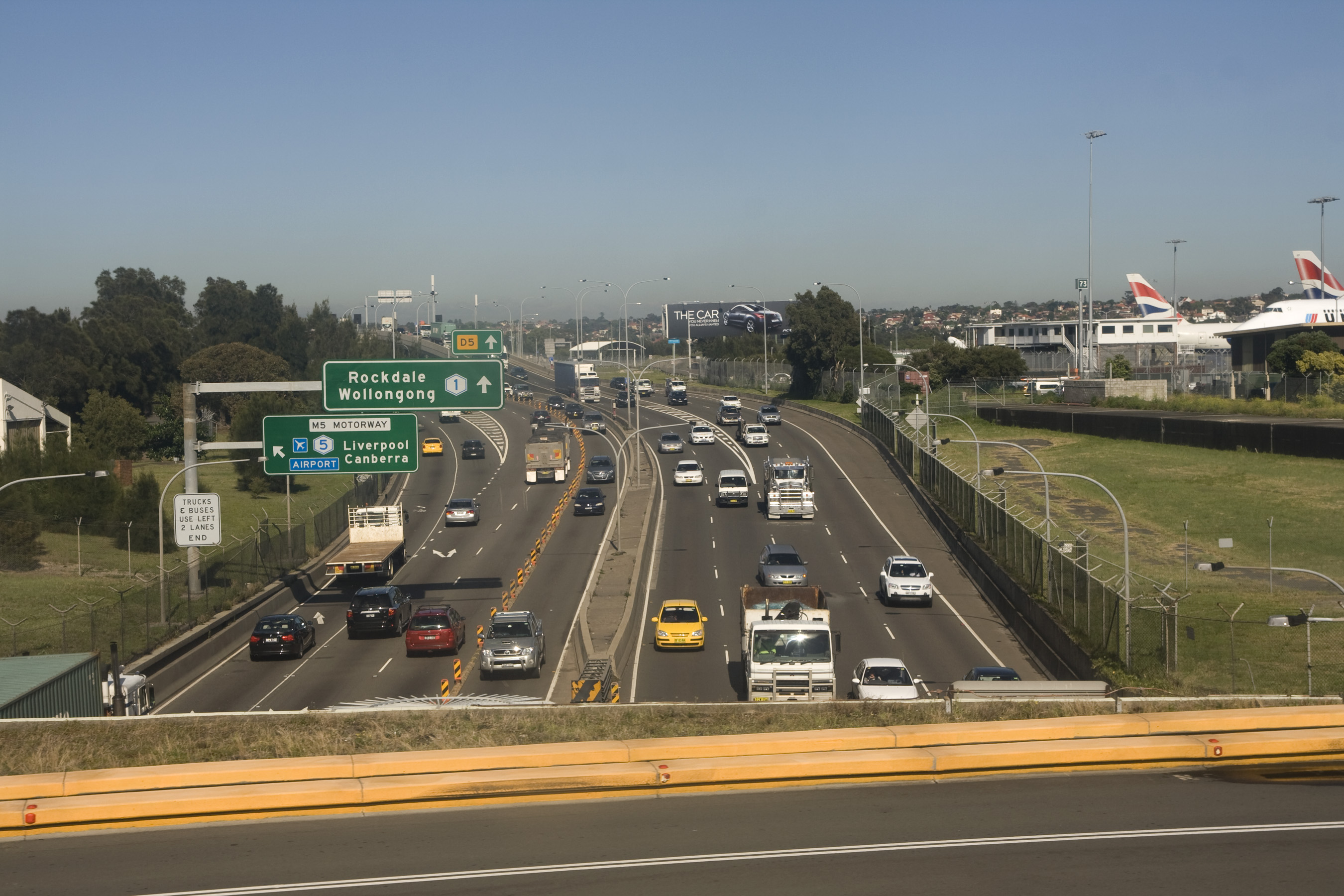
جنرال هولمز درایو

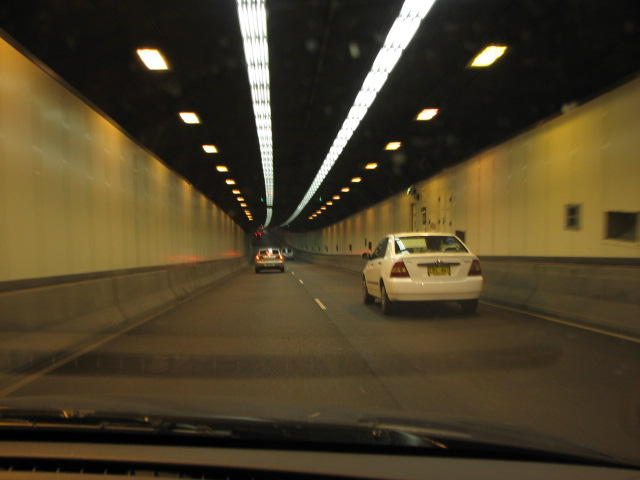
تونل بندرگاه سیدنی

- Lane Cove تونل (به‌طور کامل الکترونیکی tolled)
- M2 تپه بزرگراه (به‌طور کامل الکترونیکی tolled)

- صلیب شهر تونل (به‌طور کامل الکترونیکی tolled)
- M4 غربی بزرگراه
- غربی توزیع کننده

- M5 جنوب غرب بزرگراه (به‌طور کامل الکترونیکی tolled)
- M5 شرق بزرگراه

- Westlink M7 (به‌طور کامل الکترونیکی tolled)

### روستایی منطقه (روستایی بزرگراه)

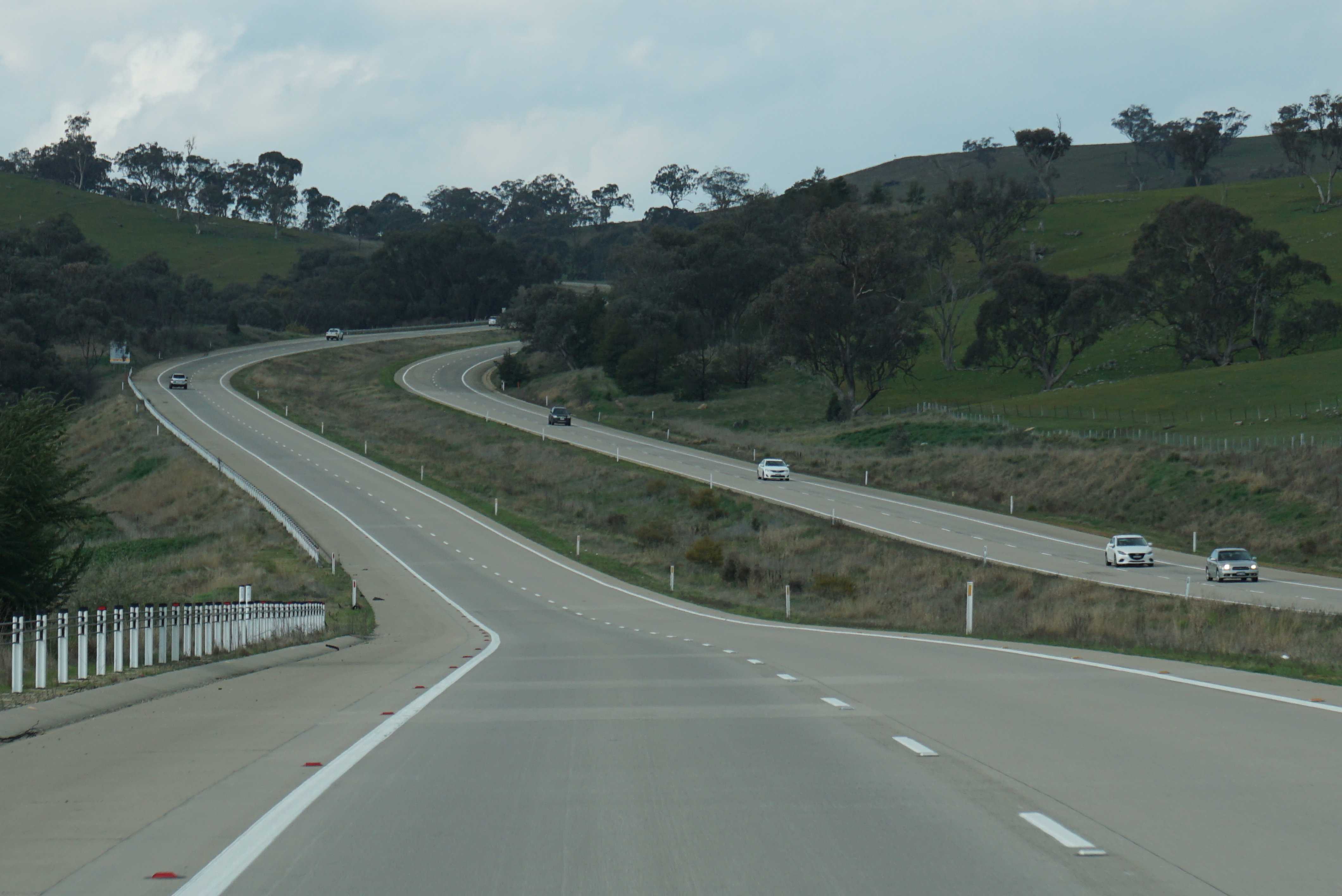
بزرگراه هیوم

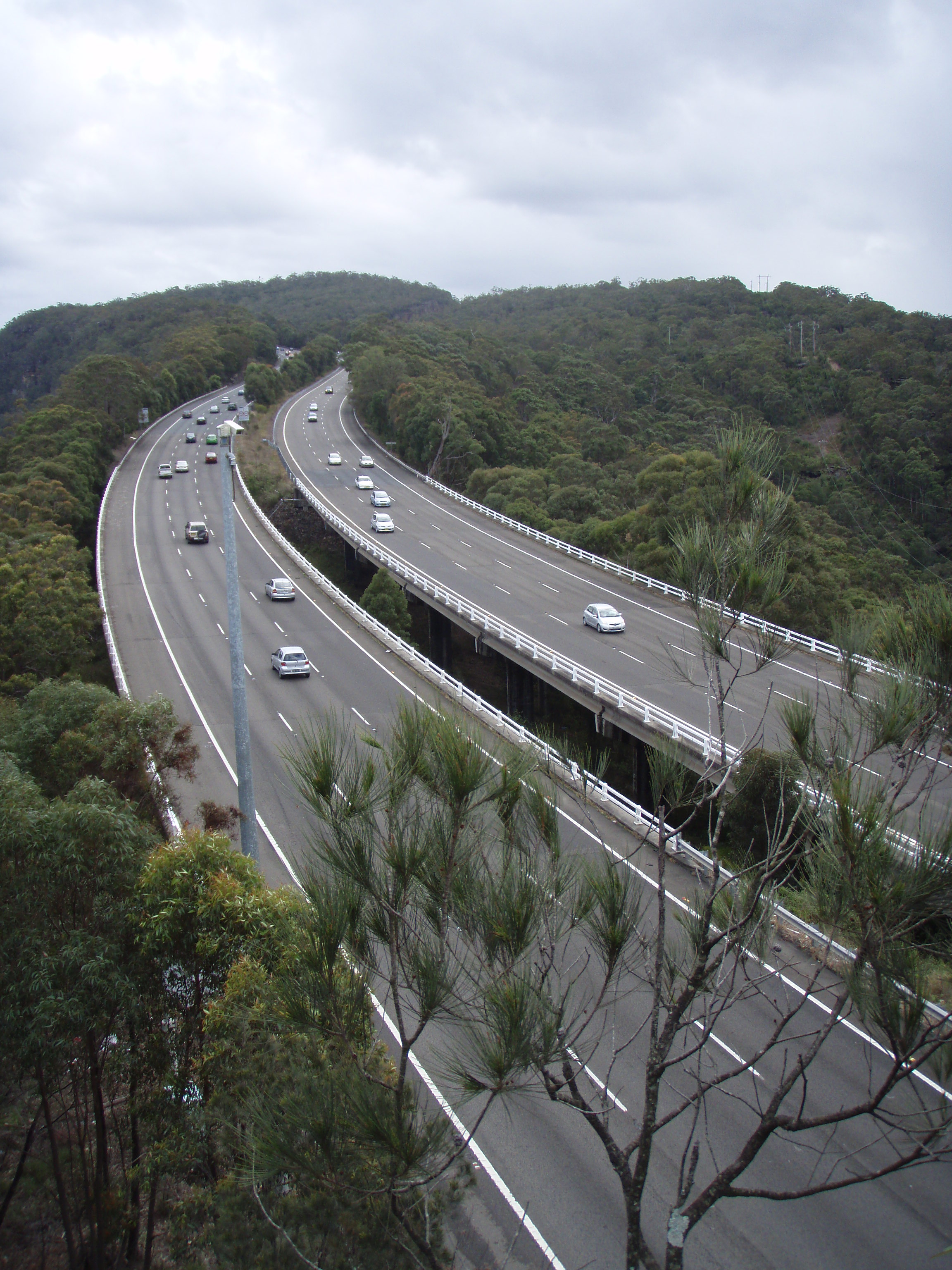
M1

- اقیانوس آرام بزرگراه (شمال NSW از بالینا به QLD مرز)
- اقیانوس آرام بزرگراه (سیدنی به نیوکاسل) (که قبلاً به عنوان شناخته شده F3)
- اقیانوس آرام بزرگراه۷۰ درصد است که از آزادراه یا دو carriageway استاندارد است.
- شاهزادگان بزرگراه (که قبلاً به عنوان شناخته شده F6)
- شاهزادگان بزرگراه۱۶ درصد است که از آزادراه یا دو carriageway استاندارد است.

- شکارچی بزرگراه

- بزرگراه فدرال

- هیوم

- کنار گذر داخلی نیوکاسل

## کوئینزلند

### بریزبن
- بروس بزرگراه
- دروازه بزرگراه (دروازه پل عبور از رودخانه بریزبن)
- اقیانوس آرام بزرگراه

- ایپسوییچ بزرگراه (گودنا به Dinmore)
- لوگان بزرگراه (الکترونیکی Tolled)
- دروازه بزرگراه (الکترونیکی Tolled)

- شهرستان درونی بای
- اقیانوس آرام بزرگراه
- ریورساید بزرگراه
- گیمپی شریانی جاده

- بندر بریزبن بزرگراه

- سده بزرگراه
- غربی آزادراه

- ایپسوییچ بزرگراه (گودنا به Archerfield)
- فرودگاه لینک تونل (الکترونیکی Tolled)
- Clem جونز تونل (Clem7) (الکترونیکی Tolled)

- Deagon انحراف

### Gold Coast منطقه
- اقیانوس آرام بزرگراه

- اسمیت خیابان بزرگراه

### Sunshine Coast منطقه
- بروس بزرگراه

- آفتاب بزرگراه

### تاونزویل منطقه
- داگلاس شریانی جاده (بخشی از بیشتر تاونزویل جاده حلقه)

## جنوب استرالیا
- شاهزادگان بزرگراه
- جنوب شرقی آزادراه

- شمال و جنوب بزرگراه
- جنوب بزرگراه

- بندر رودخانه بزرگراه

- Salisbury بزرگراه

- گولر بای - آزادراه درجه جاده

- حداکثر Fatchen بزرگراه

## تاسمانی

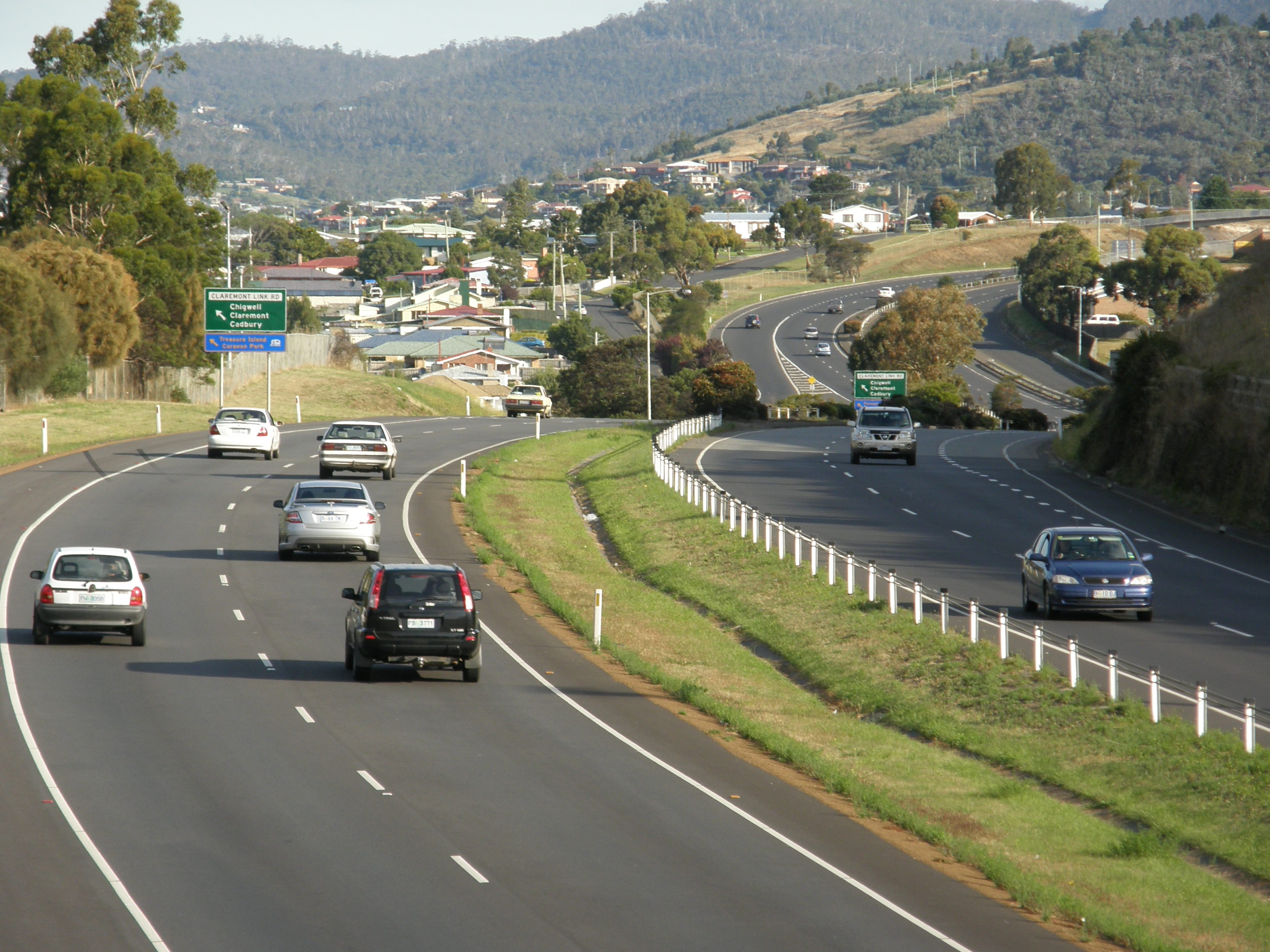
این Brooker بزرگراه در کلرمنت

### هوبارت
- Brooker بزرگراه (رشید به Granton)
- میدلند بزرگراه (برایتون بای پس)

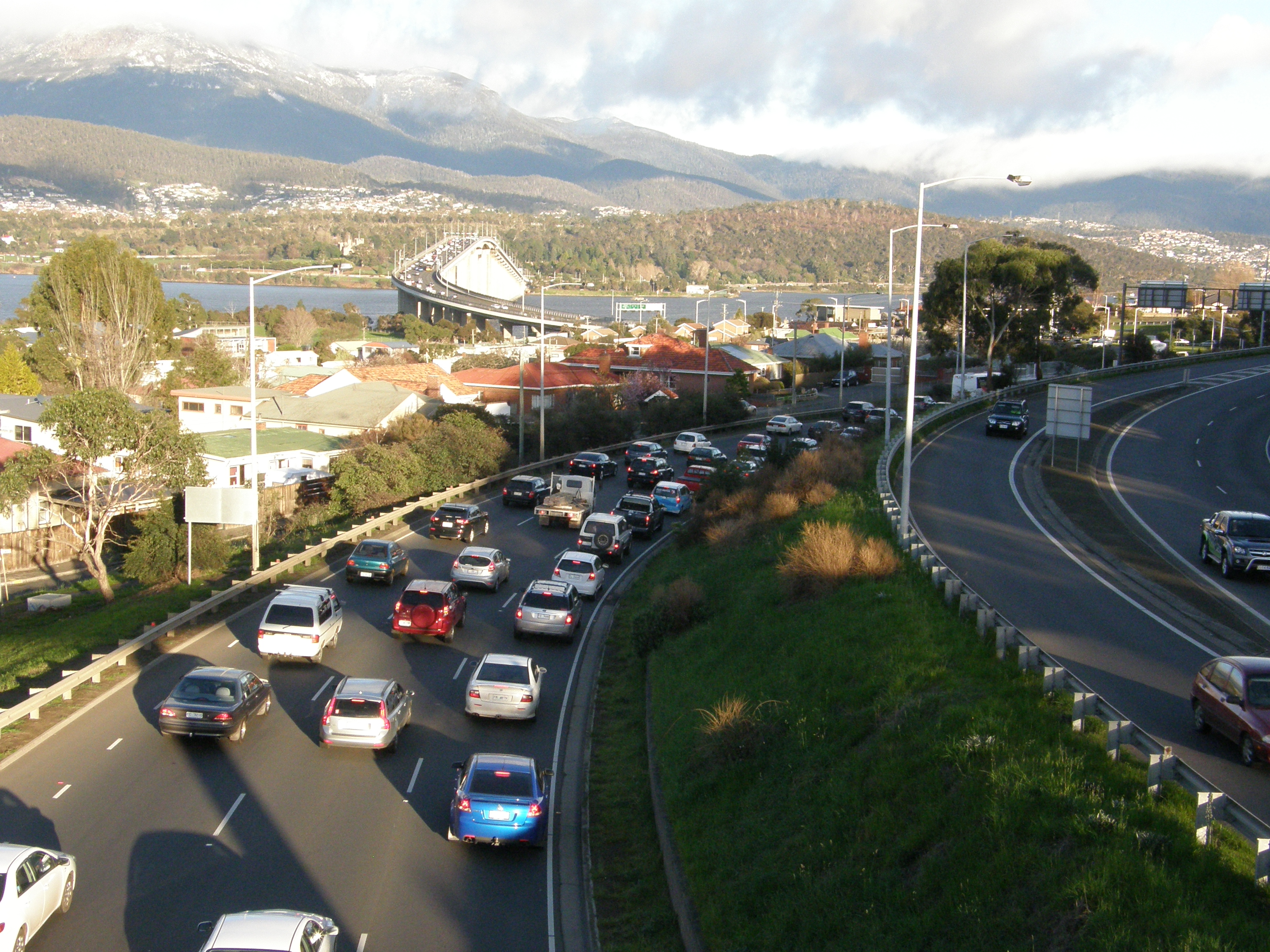
تاسمن‌های وی

- Tasman بزرگراه (Tasman پل به فرودگاه هوبارت)

- خروجی جنوب (هوبارت به Kingston)

- کانال بزرگراه (Kingston بای پس)

### روستایی منطقه
- باس بزرگراه (بورنی به Devonport و چشم‌انداز به Illawarra جاده اصلی)
- میدلند بزرگراه (جنوب لانسستون به Breadalbane)

## ویکتوریا
ویکتوریا دارای بیشترین تعداد و بالاترین تراکم بزرگراه در استرالیا است که عمدتاً در ملبورن شهر یا مناطق شهری است.
داشتن چگالی بالای جمعیت موجب ایجاد جاده‌ها و بزرگراه‌ها و آزادراه‌های متعدد در این ایالت شده‌است.

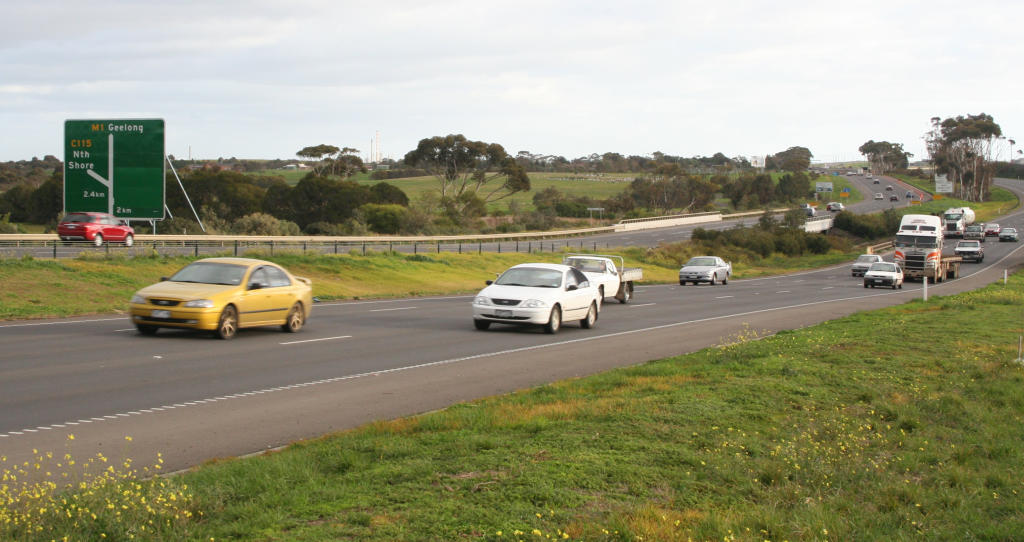
آزادراه پرنسس

### منطقه ملبورن
- CityLink (جنوب لینک به‌طور کامل الکترونیکی tolled)
- موناش آزادراه
- شاهزادگان آزادراه (از Werribee-جاده اصلی یا Duncans جاده)
- دروازه غرب اتوبان (همچنین )

- CityLink (لینک غربی به‌طور کامل الکترونیکی tolled)
- Tullamarine آزادراه

- شرقی آزادراه
- EastLink (به‌طور کامل الکترونیکی tolled)
- Frankston تبدیل آزادراه

- Mornington Peninsula آزادراه
- شبه جزیره لینک

- شهری جاده حلقه
- غربی جاده کمربندی

- جنوبی آزادراه Gippsland

- پورت‌های غربی بزرگراه

* بزرگراه پرنسس

- غربی آزادراه
(Deer Park دور زدن بخش طبقه‌بندی شده به عنوان یک بزرگراه شهری'.)

- هیوم آزادراه
(Lalor به Kalkallo بخش طبقه‌بندی شده به عنوان یک بزرگراه شهری'.)

- Goulburn دره آزادراه

- کالدر آزادراه (همچنین )
(ملبورن به تیلور دریاچه بخش طبقه‌بندی شده به عنوان یک بزرگراه شهری'.)

## استرالیای غربی

### منطقه پرت
- Kwinana آزادراه (همچنین )
- میچل آزادراه

- بزرگراه رید (Tonkin بزرگراه به Erindale جاده)
- کوچک بزرگراه (Tonkin بزرگراه به Kwinana آزادراه)
- کوچک بزرگراه (Kalamunda Rd به Tonkin بزرگراه)
- کوچک بزرگراه (Morrison جاده به شرق بزرگراه بای پس)

- بزرگراه تونکین

- صافی بزرگراه (فرودگاه درایو به ولشپول جاده)

- گراهام کشاورز آزادراه